# Akinidad
Akinidad war ein hoher nubischer Beamter (um 30–10 v. Chr.?), der auf Denkmälern mehrmals zusammen mit König Teriteqas, Königin Amanirenas und Königin Amanishakheto genannt wird.
Seine Position ist umstritten. Die frühere Forschung sah in ihm einen König, doch trägt er nie den Königstitel (qore). Sein Haupttitel ist dagegen pqr, der früher oftmals als Prinz übersetzt worden ist, obwohl diese Interpretation heutzutage nicht mehr verfolgt wird.
Anhand seiner Titel, auch wenn man diese kaum wirklich übersetzen kann, ist es aber trotzdem möglich, die Karriere von Akinidad zu verfolgen. Unter Teriteqas war er nur pqr. Unter Königin Amanirenas war er zusätzlich pesto und sew Qes-to (sew von Kusch?). Der letztere Titel ist bisher unverständlich, der erstere (pesto) bedeutet wohl Gouverneur oder Vizekönig einer Provinz, in diesem Fall wohl Unternubien. In dieser Aufgabe war er wohl als General bei der Abwehr der Römer, die unter Kaiser Augustus in Unternubien einfielen, erfolgreich. Unter der nachfolgenden Königin Amanishakheto renovierte er Tempel in Kawa und Meroe. In diesen Tempeln ist sein Name in einer Kartusche geschrieben. Ein Privileg, das sonst nur Königen vorbehalten war. Daneben führt er aber kaum königliche Attribute. Sein Bestattungsort ist unbekannt.